# 张志远 (中医学家)
张志远（1920年7月—2017年11月7日），男，汉族，山东德州人，中国中医学家，山东中医药大学教授，第三届国医大师。